# Gedöns
Der Begriff Gedöns bezeichnet umgangssprachlich einerseits ein überflüssiges Verhalten, das keinen Nutzen bringt, sondern stattdessen einen unnötigen Aufwand verursacht, und andererseits in analoger Weise auch überflüssige Gegenstände, die für den alltäglichen Gebrauch nicht unbedingt nötig sind.

## Herkunft
Das Wort leitet sich aus dem mittelhochdeutschen Substantiv „gedense“ ab, was so viel bedeutet wie Gezerre oder Herumziehen. Das zugehörige mittelhochdeutsche Verb „dinsen“ wiederum hat seine Ursprünge im Althochdeutschen „githinsen“ (8. Jahrhundert) und „thinsen“ (9. Jahrhundert) und steht für ziehen oder schleppen.

## Verwendung
Im heutigen umgangssprachlichen Gebrauch bedeutet beispielsweise der Satz „Mach nicht so ein Gedöns darum!“, dass jemand nicht so viel Aufhebens um eine Sache machen soll.
Gelegentlich taucht der Begriff Gedöns auch in Presseveröffentlichungen auf, wie die nachfolgenden Beispielzitate belegen:
- „Die Berliner Arbeitssenatorin Christine Bergmann […] soll bei einem Wahlsieg der SPD Ministerin für Familie und das andere Gedöns werden, so Kanzlerkandidat Gerhard Schröder […] wörtlich.“ (Bild am Sonntag vom 23. August 1998)
- „Alles andere als die harte Politik war für Union und FDP Gedöns – und in Teilen auch für die SPD, seit mit Willy Brandt der Intellektuellenbonus langsam erodierte.“ (Die Welt vom 29. Mai 2019)
- „Beim Thema Klimapolitik geht es nicht um Gefühlsduselei, um Gedöns, mit dem man sich gelegentlich mal beschäftigen kann.“ (Bildzeitung vom 31. Mai 2019)[4]